# Prototype.js
Prototype.js és una bibilioteca JavaScript que proveeix una expansió en els objectes. Prototype.js és comparable a les propietats del llenguatge Ruby, igual que Underscore.js a JavaScript. Prototype.js va ser creada per Sam Stephenson el 2005.

## Descripció
- Prototype.js és una biblioteca de codi lliure i molt lleugera.
- Forma part de la fundació Ajax que suporta a Ruby on Rails.
- Està implementat en un únic arxiu de codi JavaScript, usualment anomenatprototype.js
- S'acostuma a distribuir sol però també pot formar part de projectes més grans, tals com Ruby on Rails, script.aculo.us i Rico.

## Exemple
- Funció dólar $() : substitueix a la funció JavaScript  getElementById

```
$
(
"id_of_element"
).
setStyle
({
color
:
 
'#ffffff'
});

```

i en JavaScript nadiu:
```
document
.
getElementById
(
"id_of_element"
).
style
.
color
 
=
 
"#ffffff"
;

```